# Richard Liversedge
Richard Liversedge (Cockermouth, 31 agosto 1940 – 19 gennaio 2022) è stato uno slittinista britannico.

## Partecipazioni olimpiche
| Competizione | Pos. | Data             | Città     |
| ------------ | ---- | ---------------- | --------- |
| Singolo      | 39ª  | 4 febbraio 1968  | Grenoble  |
| Singolo      | 42ª  | 7 febbraio 1972  | Sapporo   |
| Singolo      | 33ª  | 7 febbraio 1976  | Innsbruck |
| Doppio       | ACª  | 10 febbraio 1976 | Innsbruck |